# Pacifica (Kalifornija)
Pacifica je grad u američkoj saveznoj državi Kalifornija. Prema popisu stanovništva iz 2010. u njemu je živjelo 37.234 stanovnika.